# Distrito de Inowrocław
Inowrocław (polaco: powiat inowrocławski) es un distrito (powiat) del voivodato de Cuyavia y Pomerania (Polonia). Fue constituido el 1 de enero de 1999 como resultado de la reforma del gobierno local de Polonia aprobada el año anterior. Limita con otros siete distritos: al norte con Bydgoszcz, al nordeste con Toruń, al este con Aleksandrów, al sudeste con Radziejów, al sur con Konin, al suroeste con Mogilno y al oeste con Żnin; y está dividido en nueve municipios (gmina): uno urbano (Inowrocław), cuatro urbano-rurales (Gniewkowo, Janikowo, Kruszwica y Pakość) y cuatro rurales (Dąbrowa Biskupia, Inowrocław, Rojewo y Złotniki Kujawskie). En 2011, según la Oficina Central de Estadística polaca, el distrito tenía una superficie de 1225,18 km² y una población de 163 787 habitantes.